# Brachistinae

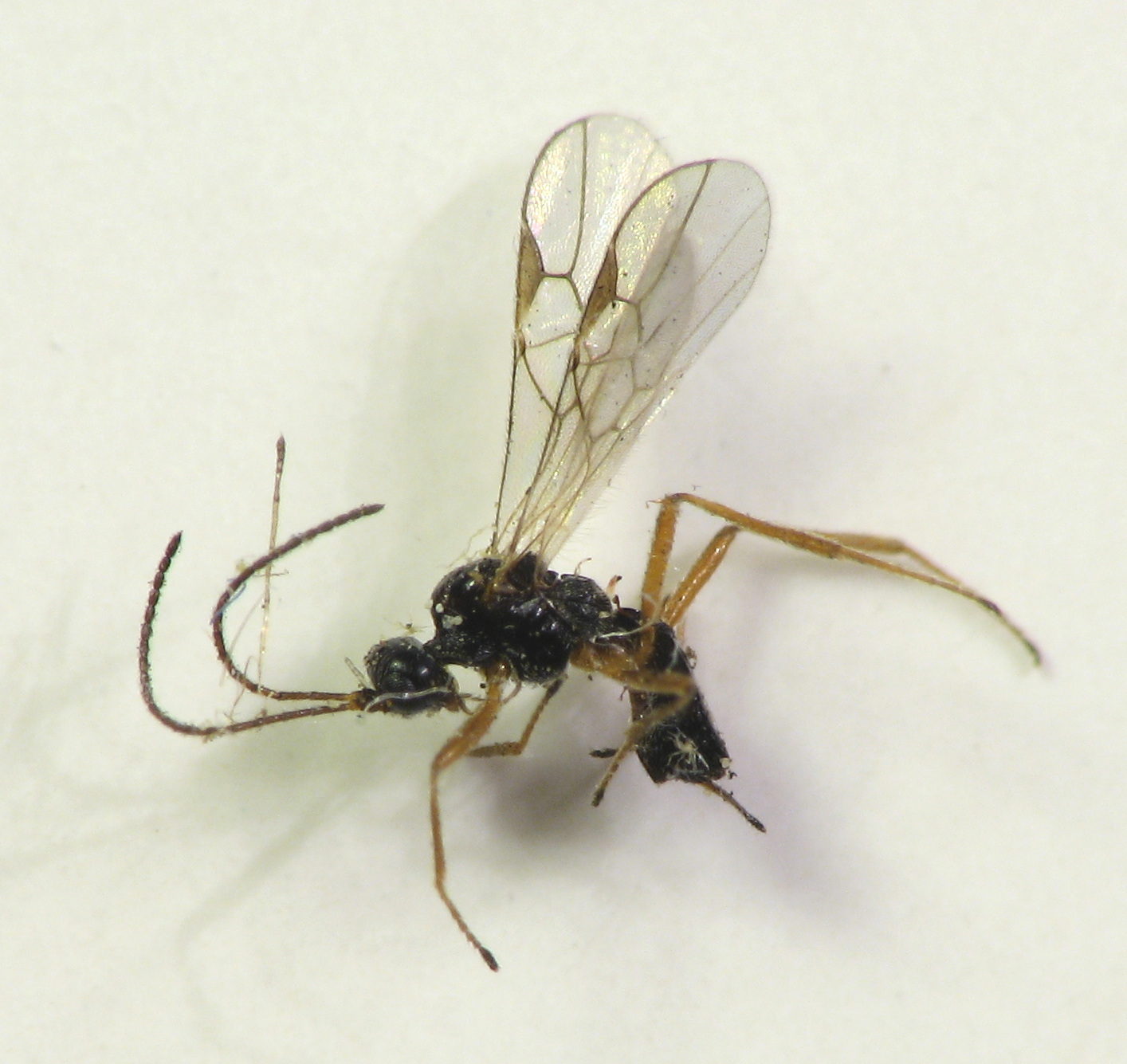
Blacus sp. hembra

Brachistinae es una subfamilia de avispas de la familia Braconidae. Las larvas se alimentan de las larvas de escarabajos, son endoparasitoides; algunos parasitan huevos.
Los géneros de Brachistinae antes estaban clasificados dentro de la subfamilia Blacinae (que se convirtió en la tribu Blacini) y dentro de las tribus Diospilini, Brulleiini y Brachistini de la subfamilia Helconinae.

## Géneros
Los géneros de Brachistinae incluyen:
- Aspicolpus Wesmael, 1838 c g
- Aspigonus Wesmael, 1835 c g
- Baeacis Förster, 1878 c g
- Blacometeorus Tobias, 1976 c g
- Blacus Nees von Esenbeck, 1818 c g b
- Brulleia Szépligeti, 1904 c g
- Diospilus Haliday, 1833 c g b
- Dyscoletes Westwood, 1840 c g
- Eubazus Nees von Esenbeck, 1812 c g b
- Foersteria Szépligeti, 1896 i c g
- Nipponocolpus Belokobylskij & Fujie, 2017
- Parabrulleia van Achterberg, 1983 c g
- Schizoprymnus Förster, 1862 c g b
- Taphaeus Wesmael, 1835 c g
- Triaspis Haliday, 1838 c g b
- Vadumasonium Kammerer, 2006 c g
- Xyeloblacus van Achterberg, 1997 c g

Fuentes: i = ITIS, c = Catalogue of Life, g = GBIF, b = Bugguide.net